# Le Roi cruel
Pour plus de détails, voir Fiche technique et Distribution.
Le Roi cruel (titre original : Erode il grande) est un film franco-italien réalisé par Victor Tourjanski, sorti en 1959.

## Synopsis
Hérode, le maître de Judée, est un roi autoritaire qui, avant de quitter son palais pour un camp romain, ordonne à son valet de tuer sa reine, si jamais il venait à mourir. En réalité, durant son absence, des intrigants organisent un complot pour renverser le trône.

## Fiche technique
- Titre original : Erode il grande
- Titre français : Le Roi cruel
- Réalisation : Victor Tourjanski
- Assistant réalisateur : Sergio Bergonzelli
- Sujet de : Damiano Damiani et Tullio Pinelli
- Scénario de Fernando Cerchio , Damiano Damiani , Victor Tourjanski et Federico Zardi
- Adaptation française : Pierre Cholot et Bruno Guillaume
- Pays d'origine : Italie, France
- Distributeur en France : Le comptoir français du film
- Genre : Péplum
- Durée : 92 minutes
- Dates de sortie :
  - Italie : 1er janvier 1959
  - France : 21 août 1959

## Distribution
- Edmund Purdom  (VF : Jean Davy) : Hérode
- Sylvia Lopez : Myriam (vo : Mariam)
- Alberto Lupo (VF : Bernard Noël) : Aaron
- Sandra Milo : Sara
- Corrado Pani (VF : Hubert Noël) : Antipater
- Enrico Glori (VF : Marc Valbel) : Tares, le commandant de la forteresse
- Fedele Gentile (VF : Gabriel Cattand) : Oreb
- Camillo Pilotto : Ezra, le grand prêtre
- Enzo Fiermonte : Galar
- Massimo Girotti (VF : René Arrieu) : Octave Auguste
- Fiodor Chaliapine fils  (VF : Jacques Berlioz) : Samuel (vo : Samer)
- Diego Pozzetto : Moab l'esclave
- Alan Steel : le capitaine des gardes
- Carlo Latimer : le serviteur de Hérode
- Valeria Gramignani : la servante de Myriam
- Romano Milani : un noble
- Tomino Cervesato : le fils de Myriam
- Renato Baldini : Claudius
- Elena Zareschi (VF : Aline Bertrand) : Alexandra, la mère de Myriam
- Andrea Giordana : Daniel, le frère de Myriam
- Carlo D'Angelo : l'homme qui a vu la naissance du messie
- Olga Solbelli : la mère de l'homme au pilori
- et avec les voix de Paul Villé , Louis Arbessier, Michel Etcheverry